# With a Little Help from My Fwends
With a Little Help from My Fwends – czternasty album studyjny amerykańskiego zespołu rockowego the Flaming Lips, wydany 28 października 2014 roku przez Warner Bros. Records. Album w całości jest tribute albumem Sgt. Pepper’s Lonely Hearts Club Band zespołu the Beatles. Utworem promującym With a Little Help from My Fwends został nagrany wraz z udziałem wokalistki Miley Cyrus i muzyka Moby'ego „Lucy in the Sky with Diamonds”. Dochód ze sprzedaży albumu zostanie przekazany dla fundacji the Bella Foundation, która wspomaga opiekę weterynaryjną dla potrzebujących psów.

## Lista utworów
1. „Sgt. Pepper’s Lonely Hearts Club Band” (My Morning Jacket, Fever the Ghost & J. Mascis) - 2:45
2. „With a Little Help from My Friends” (The Flaming Lips, Black Pus & Autumn Defense) - 3:33
3. „Lucy in the Sky with Diamonds” (The Flaming Lips, Miley Cyrus & Moby) - 5:41
4. „Getting Better” (Dr. Dog, Chuck Inglish & Morgan Delt) - 4:07
5. „Fixing a Hole” (Electric Würms) - 3:48
6. „She's Leaving Home” (Phantogram, Julianna Barwick & SPACEFACE) - 3:12
7. „Being for the Benefit of Mr. Kite!” (The Flaming Lips, Maynard James Keenan, Puscifer & Sunbears!) - 2:34
8. „Within You Without You” (Birdflower, the Flaming Lips & Morgan Delt) - 4:39
9. „When I'm Sixty-Four” (Def Rain, the Flaming Lips & Pitchwafuzz) - 3:19
10. „Lovely Rita” (Tegan and Sara & Stardeath and White Dwarfs) - 4:18
11. „Good Morning Good Morning” (Zorch, Grace Potter & Treasure Mammal) - 3:14
12. „Sgt. Pepper’s Lonely Hearts Club Band (Reprise)” (Foxygen & Ben Goldwasser) - 5:14
13. „A Day in the Life” (The Flaming Lips, Miley Cyrus & New Fumes) - 4:55